# Asmalyk

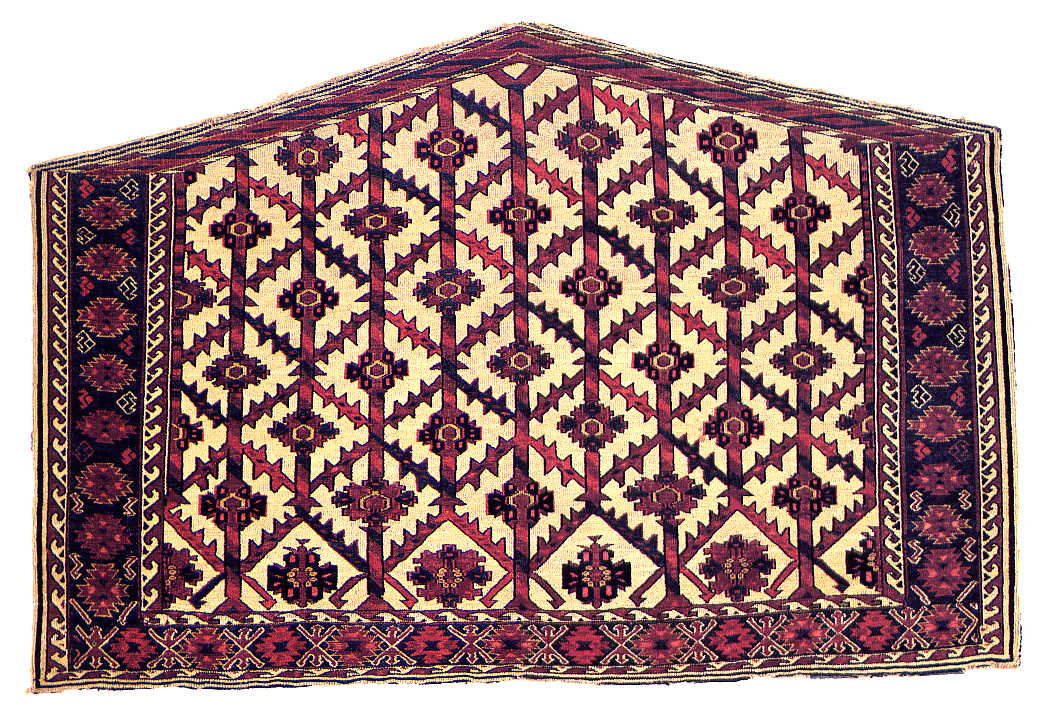
Yomut-asmalyk, orientalisk matta, första hälften av 1800-talet

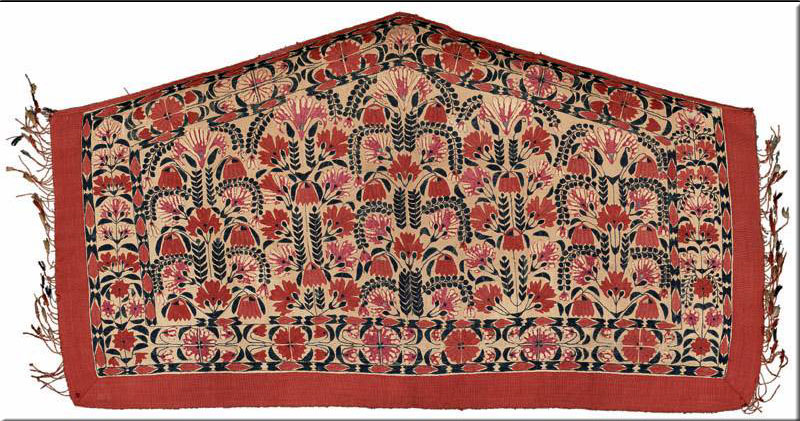
Teke-asmalyk, broderi på silke, mitten av 1800-talet

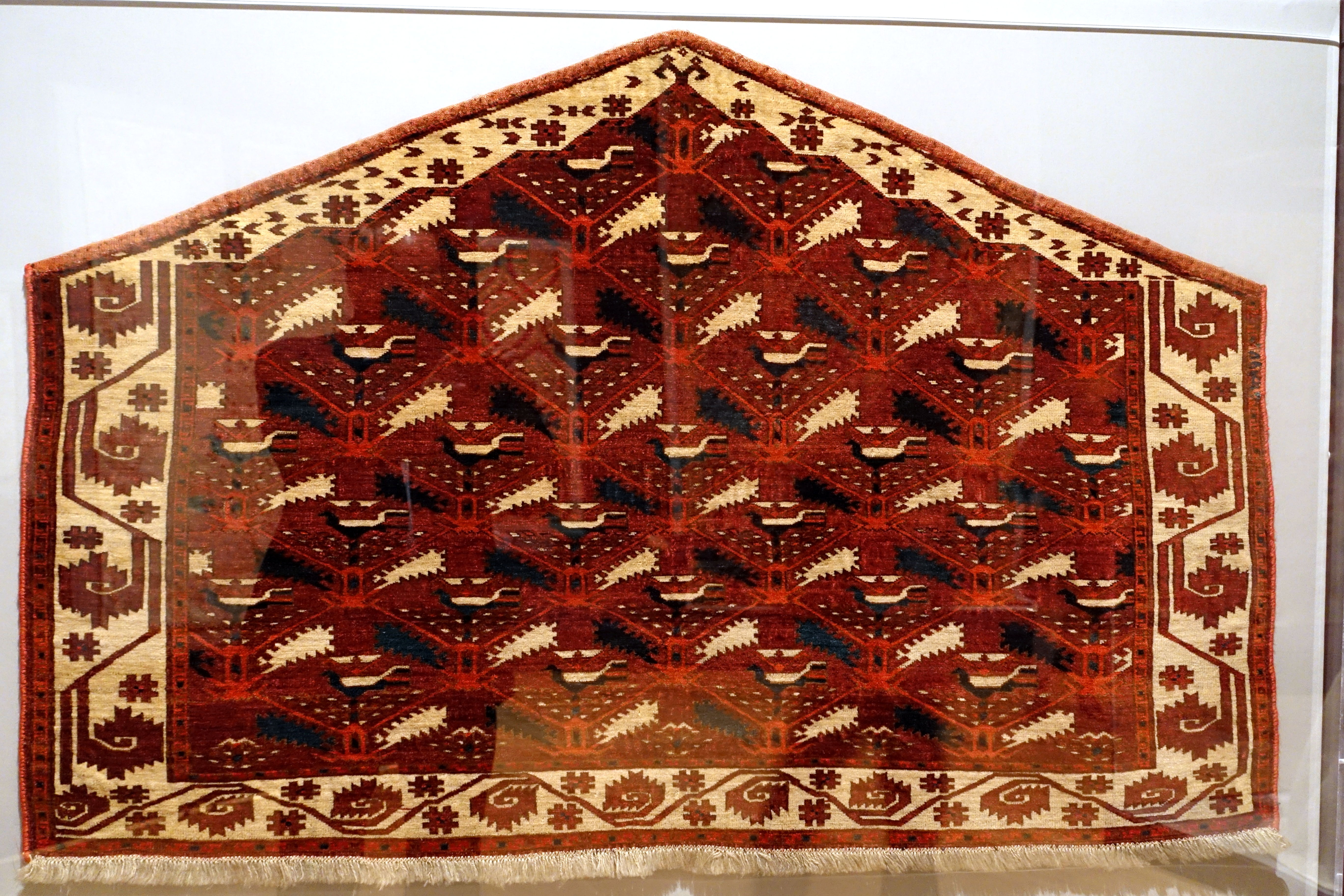
Teke-asmalyk

Asmalyk är ett fem- eller sjusidigt kläde för prydnadsändamål, som ingår i bröllopsutstyrsel och används vid bröllopsprocessioner i Turkmenistan. Det kan vara en orientalisk matta, eller ett annat kläde med brodyr. Asmalyk betyder på turkmenska "ett ting som ska hängas upp".
Flera av nomadfolken i Turkmenistan väver kläden som dekorativa täcken, vilka görs i par för att pryda sidorna på brudens bröllopskamel och som senare hängs i hennes kupiga, filtklädda jurta. Storleken kan vara omkring 135 centimeter bred x omkring 90 centimeter hög.
Funktionella vävnader av detta slag var sällan ute på marknaden före slutet av 1800-talet, och eftersom de som gjort dem också använde dem nöttes de ut. Därför har få asmalyks som är äldre än tidigt 1800-tal bevarats.  
Asmylaks kan vara femsidiga eller sjusidiga, men de femsidiga är vanligast. Turkmenistan har fem olika etniska nomadfolk. Mest utbredd är seden med asmalyks hos yomutnomaderna, därnäst hos tekenomaderna.